# السلام (جريدة)
جريدة السّلام، هي جريدة فلسطينية، يوميّة اخباريّة صدرت في مدينة يافا والقدس وحيفا مرتين أو ثلاث مرّات في الأسبوع مؤقّتا، كان صاحب الجريدة ومدير تحريرها نسيم ملول [الإنجليزية] (يهودي ومن أقطاب الصهيونية).
تنقّلت الصحيفة بين أرجاء البلاد إذ صدرت في البداية في مدينة يافا ثم انتقلت للقدس وبعد ذلك إلى حيفا إلى أن استقرّت مرّة أخرى في مدينة القدس حتى توقّفت عن الصّدور عام 1913.
في افتتاحيّتها ذكرت الصحيفة إلى أنّها عزمت على أن تصدر في القاهرة عاصمة مصر عام 1910 إلّا أنّ التجربة لم تكلّل بالنّجاح . 
حملت الصحيفة راية السّلام بين الشّعوب والأمم وعزمت على أن تكون ناشرة لهذه الرّسالة في اعدادها واصداراتها.

## وصلات خارجية
1. ↑  "نبذة عن نسيم ملول ونشاطه – صوت العرو بة – Arab Voice". مؤرشف من الأصل في 2020-02-07. اطلع عليه بتاريخ 2023-11-09.
2. ↑  "⁨⁨السلام⁩⁩ | مجموعة الصحافة | المكتبة الوطنيّة الإسرائيليّة". www.nli.org.il. مؤرشف من الأصل في 2023-11-09. اطلع عليه بتاريخ 2023-11-09.